# 뤄추웨
뤄추웨(중국어: 罗楚玥, 병음: Luo Chuyue, 한자음: 라초모, 2001년 8월 10일 ~ )는 중화인민공화국의 바둑 기사이다. 지린성 창춘시 출신으로 중국기원 소속의 4단이다.

## 경력
지린성 창춘시에서 태어났다. 2015년 프로 바둑에 입단했고, 2017년 9월 제1회 중국 여자 바둑 대회에 참가했다. 2018년 4월 제4회 위성배 전국 아마추어 바둑 오픈에 참가하여 우승을 차지했다. 같은 해 9월, 루이나이웨이, 왕천싱와 함께 중국 바둑 국가 대표팀의 여자 대표팀 선수로 선발되었다.
2019년 11월 제4회 전국 마인드 게임 바둑 여자 개인 단체 결승전에서 루자를 꺾고 3위를 차지했으며, 같은 해에 4단으로 승단했다.